# Temelucha philippinensis
Temelucha philippinensis là một loài tò vò trong họ Ichneumonidae.